# SAIC Maxus
La SAIC Maxus Automotive Co., Ltd, trascritto come Maxus (大通 o Datong in lingua cinese) è una casa automobilistica cinese di proprietà del gruppo SAIC fondata in Cina nel marzo 2011 in seguito all'acquisizione dell'azienda inglese LDV Group.

## Storia

### La nascita del marchio
Il marchio Maxus venne fondato dalla SAIC Group nel marzo del 2011 quando acquistò la defunta azienda inglese LDV Group (formalmente nota come Leyland DAF Vans) nel 2010 in un'operazione di espansione commerciale che aveva già visto l’acquisizione di altri costruttori come l’inglese MG (Morris Garages) e la cinese Nanjing Automobile.

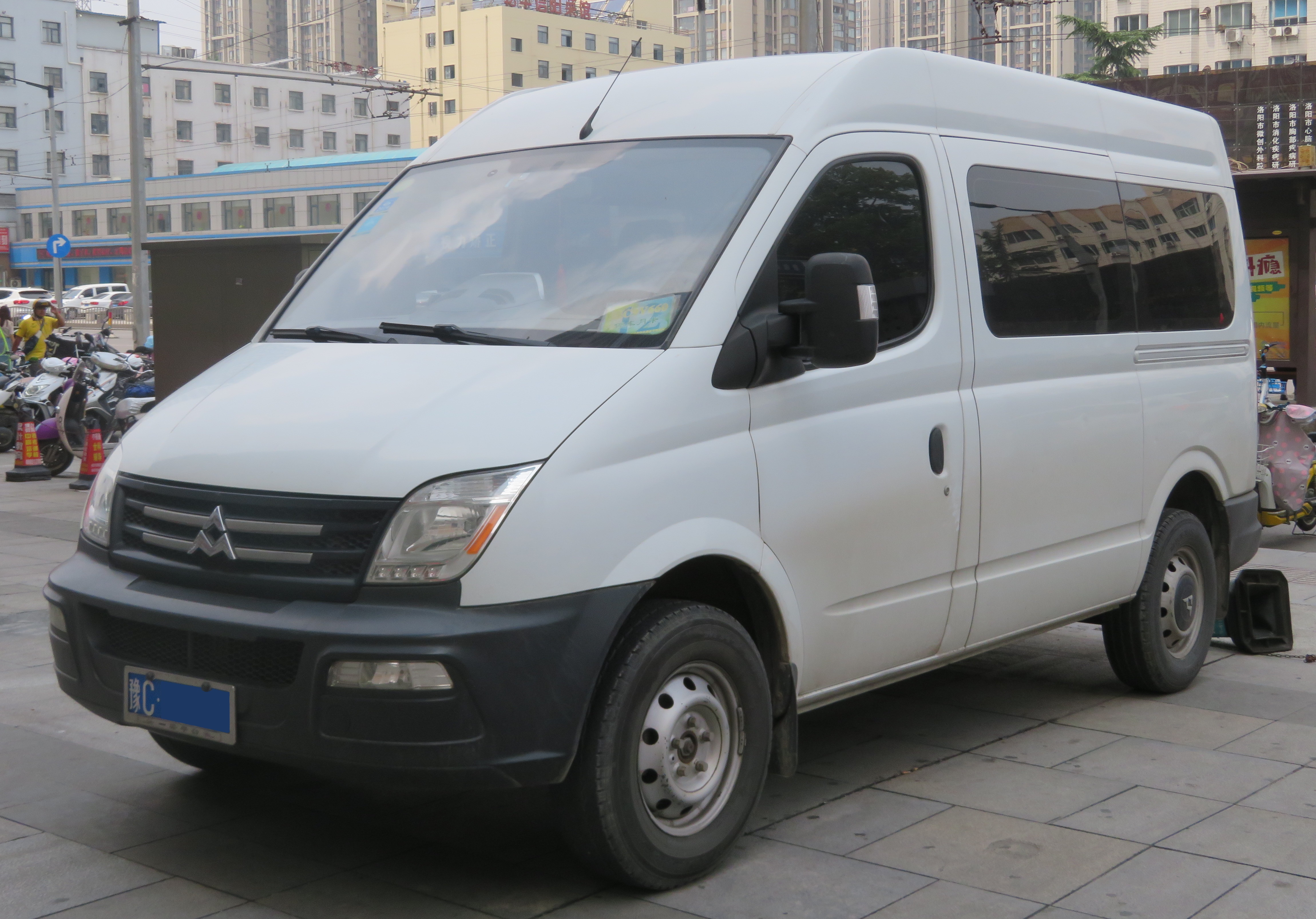
Il Maxus V80, progettato dalla LDV Group

Maxus era il nome di un veicolo commerciale prodotto dalla LDV nel Regno Unito che aveva riscosso un discreto successo sia in patria che nell’Est Europa e la SAIC decise di utilizzare tale denominazione per creare la propria divisione di veicoli commerciali (SAIC Maxus Automotive) da poter vendere sia in territorio cinese che in altri paesi asiatici. 
Nell’aprile 2011 ufficialmente debutta il Maxus V80, un restyling del vecchio LDV Maxus, nelle versioni furgone lastrato e vetrato per trasporto passeggeri. Nello stesso mese SAIC sigla un accordo con la malesiana WestStar per la distribuzione e la vendita dei futuri veicoli  a marchio Maxus nell’area Asia-Pacifico. La produzione del V80 parte nella nuova fabbrica di Shanghai il 29 giugno 2011.
Successivamente la gamma si estende con il minivan Istana, veicolo di origine SsangYong (a sua volta derivato dal Mercedes-Benz MB 100) di cui la SAIC aveva acquistato la licenza di produzione.

### Espansione della gamma
Nel 2014 viene lanciato il primo modello sviluppato in modo indipendente, ovvero il monovolume G10, lungo oltre 5,0 metri che va ad inserirsi in diretta concorrenza con il Buick GL8 che gode di ottimo successo in Cina tra tassisti e flotte aziendali. Il G10 viene prodotto nel nuovo impianto di Wuxi In Cina riutilizzando una versione aggiornata del telaio del furgone V80. Nello stesso anno viene lanciato il V80 a motore elettrico nell'ambito di un programma del governo cinese per promuove questa tipologia di vetture.
Successivamente viene lanciato anche il primo pick-up della casa automobilistica denominato Maxus T60 basato su una piattaforma a longheroni di nuova concezione sviluppata insieme a General Motors e Isuzu e motorizzato dai diesel quattro cilindri VM Motori, e la rete commerciale si estende in Regno Unito, Australia e Nuova Zelanda riutilizzando il defunto marchio LDV, che nei paesi anglosassoni godeva ancora di una buona reputazione.
L’espansione della gamma prosegue nel 2016 con l’introduzione del primo SUV, il D90, lungo 5,0 metri e basato sulla piattaforma a longheroni del pick-up T60. Pochi mesi dopo viene introdotto il secondo monovolume, il G50, più compatto rispetto al G10 e basato su una piattaforma automobilistica realizzata insieme alla General Motors.

### Sbarco europeo e sviluppi recenti
Nel 2018 viene annunciato lo sbarco sul mercato europeo della Maxus (presente già nel Regno Unito sotto il marchio LDV); la presentazione avviene al salone di Hannover 2018 del modello EV80, versione elettrica del V80 aggiornato e ristilizzato per adattarsi alle norme omologative europee. 

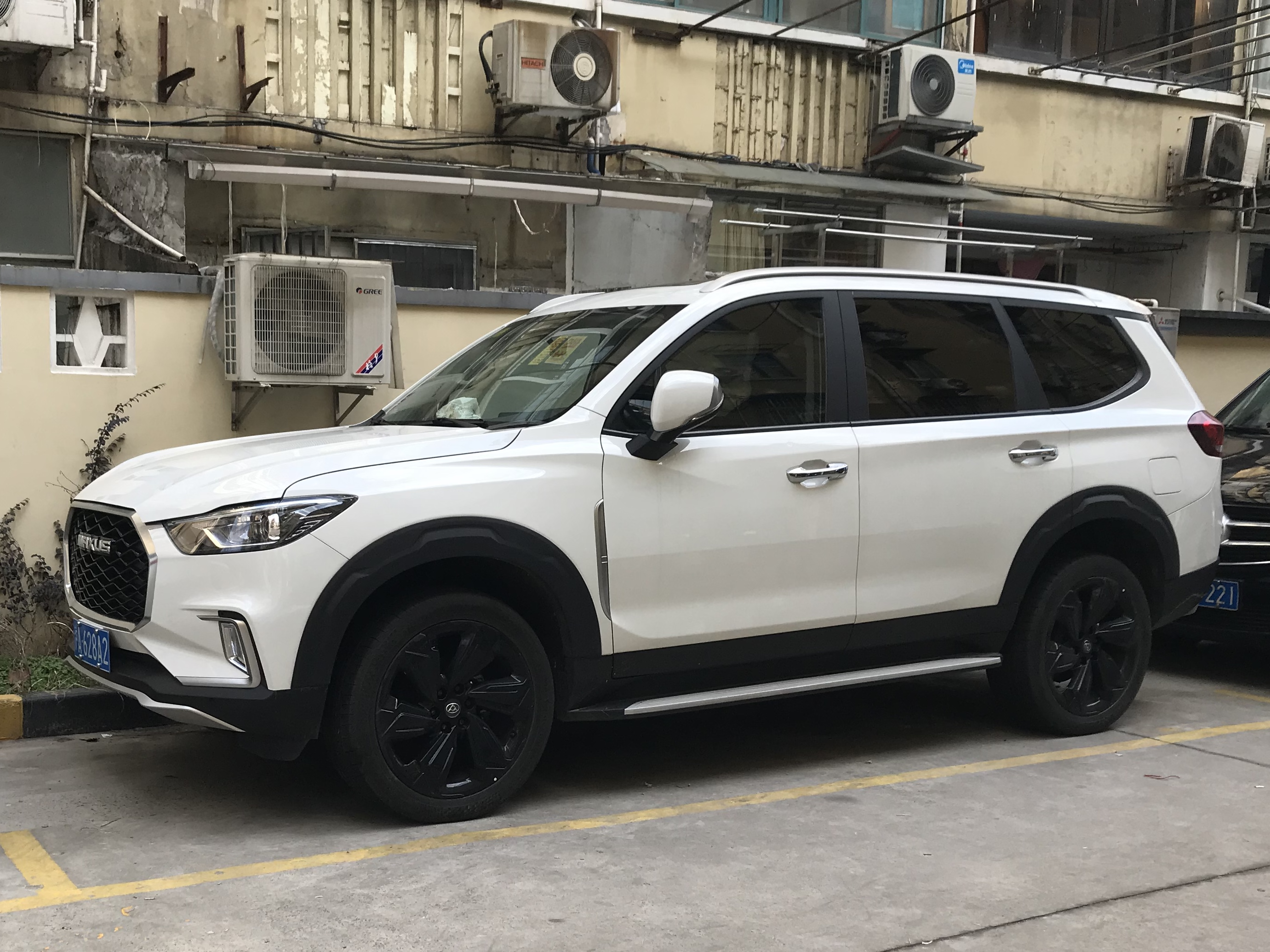
Il Maxus D90, primo SUV del marchio

La casa cinese per la commercializzazione del veicolo stringe un accordo con LeasePlan per garantire sia assistenza commerciale e sia supporto per la rete di ricarica delle batterie del veicolo.
Nello stesso anno viene presentato in Cina il piccolo commerciale EV30, un furgone di segmento B prodotto esclusivamente con motore elettrico nella versione van e pick-up. La produzione avviene in un ex stabilimento della Nanjing Automobile (di proprietà SAIC) aggiornato ed ingrandito.
Nel 2019 debutta il nuovo furgone V90, più grande del V80, che nell'estetica richiama il concorrente Ford Transit. Nello stesso anno al salone di Shanghai viene presentato il monovolume di lusso G20, derivato dalla piattaforma del G10 ma più grande e con prezzi e target più elevati.

## Modelli prodotti
- Maxus V80
- Maxus V90
- Maxus D60
- Maxus D90
- Maxus EV30
- Maxus T60
- Maxus T70
- Maxus T90
- Maxus G10
- Maxus G20